# Ката Грузинска
Ката или Катай (на грузински: კატა, კატაჲ), наричана и Ката Багратиони, е грузинска принцеса – дъщеря на грузинския цар Давид IV Строителя. Около 1116 г. баща ѝ я омъжва във византийското императорско семейство, но самоличността на нейния съпруг не е разкрита в средновековните източници, поради което съществуват три основни съвременни хипотези относно брака ѝ.

## Брак

### Средновековна хроника
Бракът на Ката се споменава в Историята на царя на царете Давид от XII век, част от сборника „Грузински летописи“ (Картлис цховреба), която обаче не уточнява името на съпруга. Хрониката възхвалява Ката и нейната сестра Тамар, съпруга на шаха на Ширван, съответно като светила на Запада и Изтока, отразяващи блясъка на своя баща.

### Съвременни теории
Сред учените съществуват различни мнения кой точно е бил съпругът на Ката. Според хипотезата, общоприета от историците в Грузия, тя се омъжва за Исак Комнин – трети син на император Алексий I Комнин, и става Ирина – име, записано от византийските източници като това на съпругата на Исак. Ако хипотезата е вярна и Елена, дъщеря на Исак и Ката, наистина е била съпруга на киевския княз Юрий Долгорукий, тогава това може да предаде, чрез произход от древността, багратидско потекло на техните многобройни руски и полски потомци. Друга възможност е съпругата на Исак Ирина да е била същата личност като анонимната дъщеря на Володар от Перемишл, за която от Началната руска летопис е известно, че се е омъжила също за неназован по име син на император Алексий.
Друга версия, изказана през XIX от френския учен Шарл Льобьо и разпространена сред други учени от Кирил Туманов, твърди, че Ката е била омъжена за великия дука Алексий Вриений Комнин, син на кесаря Никифор Вриений Младши и Анна Комнина. Тезата стъпва върху съобщение в хрониката на Йоан Зонара, където се споменава пристигането на грузинската (абасгийска) невеста на по-големия от синовете на кесаря в Константинопол веднага след възкачването на Йоан II на престола, или малко след смъртта на Алексий I Комнин през 1118 г.. Сватбата им обаче била отложена заради война до 1122 г., когато на двойна церемония Алексий Комнин и брат му Йоан Дука взели за съпруги две грузинки. Докато едни изледователи интерпретират пасажа като потвърждение, че Ката се е омъжила за сина на кесаря Вриений, тъй като Зонара не споменава бащата на жениха като император, други автори отбелязват, че сведението на Зонара се разминава хронологически с информацията от Грузинската хроника, а и името на Ката той не споменава никъде, поради което тази информация може да означава, че друга грузинка е станала съпруга на Алексий Комнин Вриений.
Третата хипотеза, поддържана от Пол Готие и Михаил-Димитри Стурдза, гласи, че съпругът на Ката е Алексий Комнин – най-големият син на византийския император Йоан II Комнин В един схолион към историите на Йоан Цеца съпругата на Алексий Комнин е спомената с грузинското име Ката. Тази теория обаче страда от хронологически недостатъци: известно е, че Алексий е бил женен два пъти, като първият му брак е сключен около 1122 г. с жена, наречена Ирина, която много историци идентифицират като дъщеря на киевския княз Мстислав I. Следователно няма как дъщерята на Давид IV, която била омъжена през 1116 г., да е била втора съпруга на Алексий, поради което в по-съвременни изследвания се налага мнението, че втората съпруга на Алексий Комнин е друга грузинска принцеса на име Ката, вероятно дъщеря на грузинския цар Деметре I.